# Sakichi Toyoda
Sakichi Toyoda (豊田 佐吉, hiragana : とよだ さきち, né le 19 mars 1867 à Kosai, Shizuoka et mort le 30 octobre 1930) est un inventeur et un industriel japonais, fondateur de Toyota. Il est listé comme l'un des « Dix grands inventeurs japonais » en 1985 par l'office des brevets du Japon.

## Biographie
Sakichi Toyoda est considéré comme le père de la révolution industrielle japonaise. 
Peu de temps avant sa mort, il encourage son fils Kiichiro Toyoda né en 1894, à suivre leurs rêves et à parier sur l'industrie automobile. Kiichiro Toyoda créa, en 1937, le Toyota Motor Corporation.
M. Sakichi Toyoda est surnommé le "Roi des Inventeurs". Il naît le 14 février 1867, dernière année de l'ère Edo, à Yamaguchi, près de Hamamatsu. Il grandit avec la révolution politique de l'ère Meiji. En 1891, il obtient son premier brevet pour un métier à tisser manuel. Ensuite il invente le premier métier à tisser motorisé japonais pour lequel il dépose un autre brevet en 1898.
Il fonde la Toyoda Shoten Company et ouvre sa première usine dans les environs de Nagoya en 1897. En 1902 Toyoda Shoten devient Toyoda Shokai, et une deuxième usine est construite, 7 fois plus grande que la première, en 1906. Par la suite Sakichi déposera des dizaines d'autres brevets pour des machines à tisser automatiques. En 1907, l'entreprise devient Toyoda Loom Company mais Sakichi doit négocier avec les politiques pour continuer son expansion. Il n'en est pas le PDG mais le directeur des opérations et ingénieur chef. Son imagination sans fin apporte continuellement des améliorations aux machines fabriquées et la direction considère ces fréquents changements comme un frein à la production en série. Pour finir Sakichi est remercié et doit quitter l'entreprise en 1910.
Dégouté il part en voyage aux États-Unis et en Europe pour se mettre au goût du jour de la technologie moderne. Il revient au Japon en 1911 et négocie ses brevets avec Toyoda Loom Company. Il investit l'argent obtenu dans une nouvelle usine, la Toyoda Jido Shokufu Plant. Toyoda Boshoku Corporation est fondé en 1918, qui devient Toyoda Automatic Loom Works Ltd en 1926. Ses deux fils sont à la direction de l'entreprise : Risaburo est président et Kiichiro est directeur général. Il perfectionne sans cesse ces machines, les rendant toujours plus efficaces et meilleur marché. Les machines à tisser Toyoda se répandent dans tout le pays et leur réputation arrive jusqu'en Angleterre, alors centre mondial de l'industrie du textile.
En 1929, la maison britannique Platt Bros., leader mondial de machines à tisser automatiques, achète une licence pour la fabrication et la distribution des machines Toyoda pour l'Europe, le Canada et l'Inde pour le prix de £ 100 000.-. Sakichi Toyoda décède en octobre 1930 mais son entreprise continue à se développer et, avec les années, devient l'une des plus importantes dans le domaine au niveau mondial.